# OTP banka d.d.
OTP banka d.d. četvrta je banka po veličini na hrvatskom bankarskom tržištu s ukupnom aktivom od 43 milijarde kuna. Preko 2000 zaposlenika banke posluje s više od 500.000 klijenata u sektoru građanstva i u sektoru gospodarstva te svojom ponudom banka osigurava klijentima visoku kvalitetu usluga i širok izbor proizvoda kroz razgranatu mrežu od gotovo 120 poslovnica i 500 bankomata diljem cijele Hrvatske.Sjedište banke je u Splitu s dijelom poslovnih i centralnih funkcija u Zadru i Zagrebu, kao i poslovnim centrima u Varaždinu, Puli, Dubrovniku i Osijeku. 

## Povijest
Nova banka nastala je 2002. godine spajanjem triju regionalnih banaka - Dalmatinske, Istarske i Sisačke banke te pripajanjem Dubrovačke banke u listopadu 2004. godine. Time je završen proces pravnog i operativnog spajanja te je stvorena stabilna i profitabilna bankarska institucija.
U ožujku 2005. godine većinski vlasnik banke postaje OTP banka, najsnažnija mađarska banka koja uz Mađarsku, posluje u Bugarskoj, Crnoj Gori, Hrvatskoj, Rumunjskoj, Rusiji, Slovačkoj, Srbiji i Ukrajini. Tada Nova banka mijenja ime u OTP banka Hrvatska.
U siječnju 2014. godine potpisan je ugovor kojim je OTP banka Hrvatska stekla 98,37 posto udjela u Banco Popolare Croatia, a postupak pripajanja ove banke završen je 1. prosinca 2014. godine.
Dana 5. svibnja 2017. godine OTP banka Hrvatska objavila je da je izvršenjem transakcija stekla stopostotni udio u Splitskoj banci. Istom je stekla i vlasništvo nad društvima SG Leasing, SB Nekretnine, SB Zgrada, dok je potpuno preuzimanje Société Générale Osiguranja bilo u trećem kvartalu 2017. godine.
Godinu dana Splitska banka je bila članica OTP grupe i radila  kao zasebna banka, a s danom 30. studenoga 2018. je prestala s radom te se pripojila OTP banci Hrvatska koja kao takva počinje djelovati od 4. prosinca 2018. godine.

## Članice OTP grupe u Hrvatskoj (uz OTP banku d.d.)
- OTP Invest d.o.o.

Osnovna djelatnost Društva je osnivanje i upravljanje UCITS fondovima i osnivanje i upravljanje alternativnim investicijskim fondovima.
- OTP Osiguranje d.d.

Tvrtka specijalizirana za proizvode životnog osiguranja, od pokrića za slučaj prijeloma i nezgode do planiranja osobne budućnosti štednjom i investicijskog životnog osiguranja.
- OTP Leasing d.d.

OTP Leasing osnovala je 2006. godine Merkantil banka iz Budimpešte koja je specijalizirana za poslove leasinga unutar OTP grupe i najjača je leasing tvrtka u Mađarskoj. Ova članica grupe nudi usluge operativnog i financijskog leasinga.
- OTP Nekretnine d.o.o.

Osnovano 2000., specijalizirano je trgovačko društvo za poslovanje nekretninama i pokretninama te izrade procjena vrijednosti. 

## Vanjske poveznice
- Službena web stranica OTP banke Hrvatska